# Парфенюк Надія Володимирівна
Надія Володимирівна Парфенюк (нар. 7 лютого 1947, Підлісне, Нестеровський р-н, нині с. Зіболки, Жовківський р-н, Львівська обл. — 9 липня 2024, Львів) — українська художниця декоративно-ужиткового мистецтва. Членкиня НСХУ (1992).

## Життєпис
Надія Парфенюк народилася на Львівщині 7 лютого 1947 року.
У 1978 році закінчила Львівський інститут прикладного та декоративного мистецтва, викладачі Тарас Драган, Дмитро Крвавич, Еммануїл Мисько.
У 1968—1970 роках працювала на Львівському заводі м'якої покрівлі, у 1970—1974 рр. — на заводі будівельних матеріалів, у 1974—1989 рр. — на ювелірному заводі (від 1983 була його головною художницею).
В той же час від 1987 року працювала на Львівській експериментально кераміко-скульптурній фабриці.
Парфенюк працювала з кам'яною та шамотною масами, застосовуючи технічні і технологічні прийоми у розписі та пластиці.
У її творчому доробку: декоративні композиції, тарелі, вази, ужиткова кераміка.
За життя художниця подарувала ряд власних робіт церкві святого Климентія папи.

## Виставки
Від 1979 року Надія Парфенюк участь у обласних, республіканських та міжнародних мистецьких виставках.
22 грудня 2024 року відкрилсь виставка робіт художниці у музеї Митрополита Андрея Шептицького за адресою м. Львів, вул. Кривоноса 1.
Каталог робіт художниці розміщено на сайті Проєкту «Лабіринти ЛКСФ».
Сторінка художниці у соціальній мережі фейсбук.

## Основні твори
- Композиції — «Зима», «Снігові замети» (1987), «Відчай» (1989);
- диптихи — «… до і після…» (1988), «Прийди і благослови» (1991);
- декоративні тарелі та вази.

## Родина
Онука — Юстина Маркович.